# Jean de Mesgrigni
Pour les articles homonymes, voir Mesgrigny (homonymie).
Ne doit pas être confondu avec Jean de Mesgrigny.
Jean de Mesgrigni, ou Mesgrigny, marquis de Vandeuvre, né à Troyes et décédé à Paris en 1678, a été intendant d'Auvergne et du Bourbonnais, puis premier président du Parlement de Provence de 1644 à 1655 et conseiller d'État.

## Biographie
Jean de Mesgrigni succède à Joseph de Bernet dans les éminentes fonctions de premier président du Parlement de Provence. Lors de sa réception en 1644 il s'assujettit volontairement à un usage dont les chefs de la Cour étaient dispensés : après avoir prêté serment devant le second président et avant de prendre sa place il salue individuellement tous les membres du Parlement.
Par ailleurs Jean de Mesgrigni aimait beaucoup les livres ainsi que le comte d'Allais gouverneur de Provence : on les voyait souvent tous les deux chez le libraire Plaignard acheter des livres.